# Jerry O'Connell
Jeremiah "Jerry" O'Connell, född 17 februari 1974 i New York City, New York, är en amerikansk skådespelare främst känd för rollerna som Vern Tessio i filmen Stand by Me och Woody Hoyt i TV-serien Jordan, rättsläkare. 
Hans morfar, Charles S. Witkowski, var borgmästare i Jersey City. 
Han är sedan 14 juli 2007 gift med skådespelerskan Rebecca Romijn och tillsammans har de tvillingflickorna Charlie och Dolly (födda december 2008). Jerry O'Connells yngre bror Charlie O'Connell är även han skådespelare.

## Filmografi
- 1986 – Stand by Me
- 1995 –  Den förlorade sonen
- 1996 – Joes lya
- 1997 – Scream 2
- 2000 – Mission to Mars
- 2001 – Tomcats
- 2003 – Kangaroo Jack
- 2006 – Room 6
- 2010 – Piranha 3D
- 2014 – Veronica Mars
- 2018–2019 – Carter (TV-serie)